# Steve Forrest (músico)
Steve Forrest (Modesto, California, 25 de septiembre de 1986) es un músico estadounidense conocido por haber sido miembro de la banda británica Placebo.

## Biografía
Antes de ingresar a Placebo, era el baterista de la banda de punk rock Evaline, cuya formación había anunciado intención de dejar ya en enero de 2007, aunque finalmente la abandonó durante una gira que realizaron en los Estados Unidos poco después, durante la.cual el grupo teloneó a Placebo, en la que tomó la vacante de Steve Hewitt, en 2008.
También ha colaborado con voces y guitarra rítmica en la banda de soul e indie rock Florence é Florentino.
En 2015 deja Placebo para enfocarse en sus proyectos personales.